# Ancón (distrito)

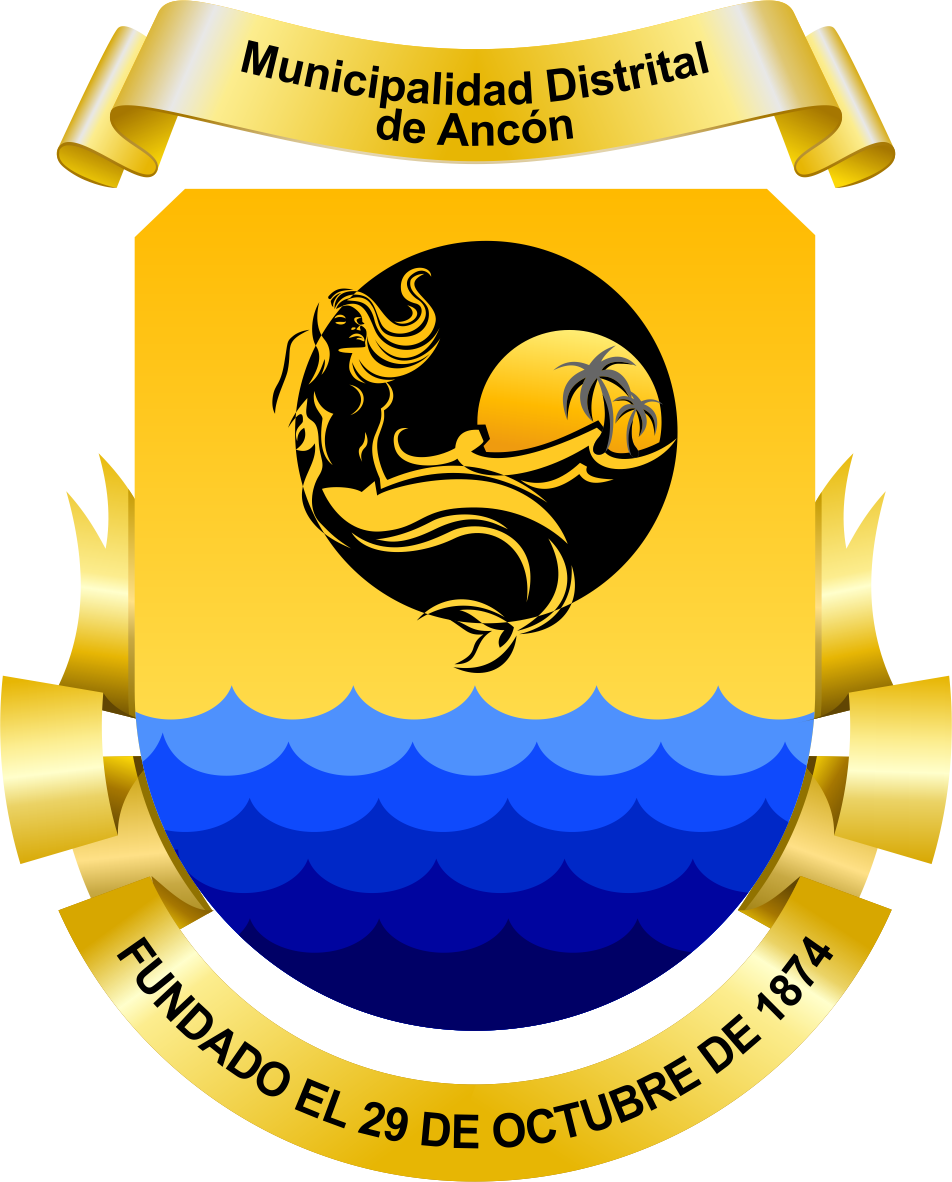
Ancon Coa

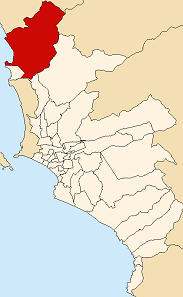
Em vermelho, o distrito de Ancón, no norte da província de Lima, no Peru.

O distrito de Ancón é um dos quarenta e três distritos que formam a Província de Lima, pertencente a Região Lima, na zona central do Peru.
Prefeito: John Barrera Bernui (2019-2022).

## Transporte
O distrito de Ancón é servido pela seguinte rodovia:
- PE-1N, que liga o distrito de Aguas Verdes (Região de Tumbes) - Ponte Huaquillas/Aguas Verdes (Fronteira Equador-Peru) - e a rodovia equatoriana E50 - à cidade de Lima (Província de Lima)
- PE-1NA, que liga o distrito à cidade de Aucallama (Região de Lima) [1][2][3]